# Eryngium rochei
Eryngium rochei là một loài thực vật có hoa trong họ Hoa tán. Loài này được Constance mô tả khoa học đầu tiên năm 1979.